# Goupillières (Seine-Maritime)
Pour les articles homonymes, voir Goupillières.
Goupillières est une commune française située dans le département de la Seine-Maritime en région Normandie.

## Géographie

### Localisation
| Pavilly | Sainte-Austreberthe | Sierville    |
| Pavilly | Goupillières        |              |
| Pavilly | Pavilly             | Fresquiennes |

La commune est composée de plusieurs hameaux : Renfeugères, Flamesnil, les Souches, rue de Chasse, les Monts, Goupillières-Vallée, la Culotte-Sèche.

### Hydrographie
La commune est située dans le bassin Seine-Normandie. Elle n'est drainée par aucun cours d'eau,.

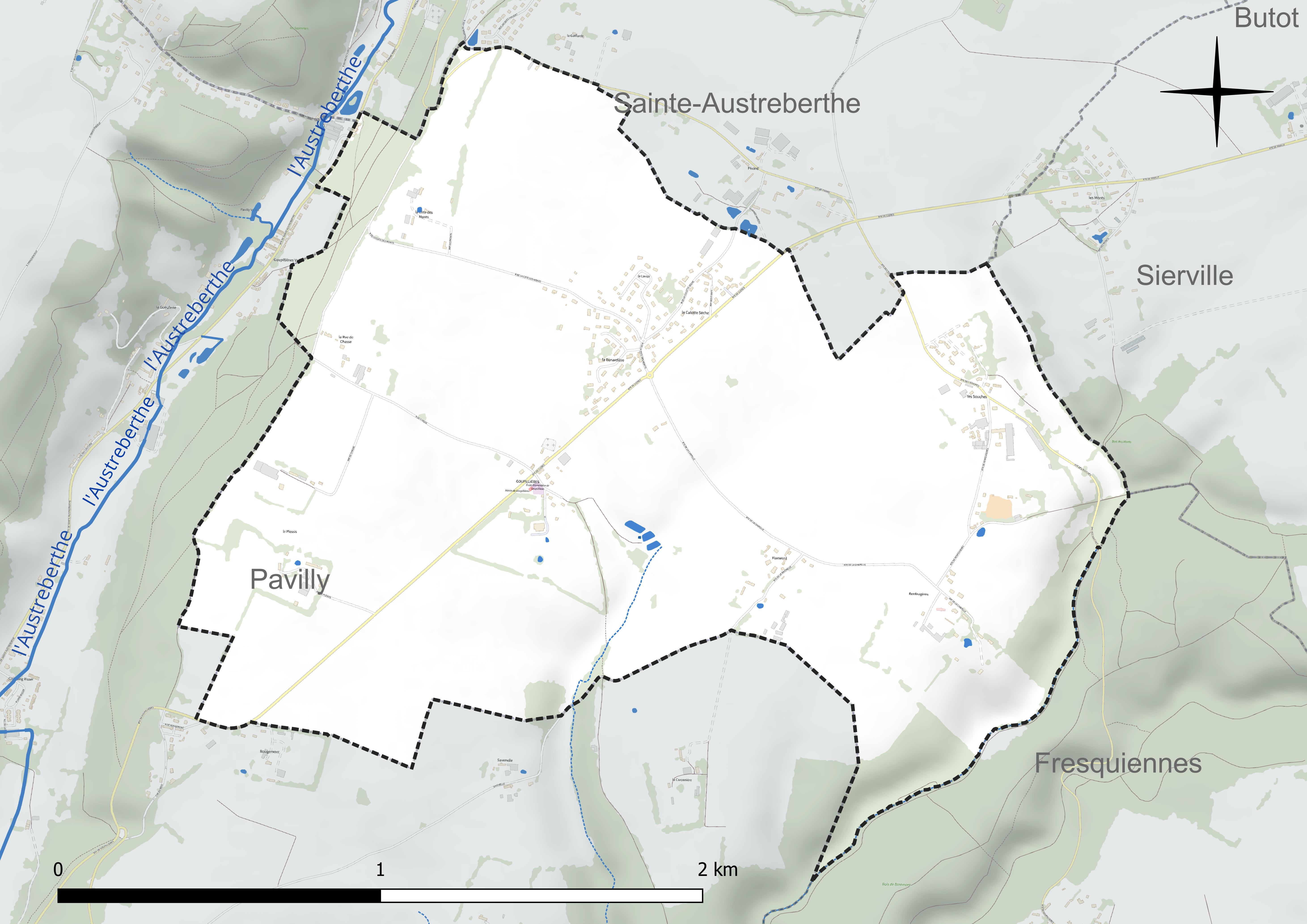
Réseau hydrographique de Goupillières.

### Climat
Pour des articles plus généraux, voir Climat de la Normandie et Climat de la Seine-Maritime.
En 2010, le climat de la commune est de type climat océanique dégradé des plaines du Centre et du Nord, selon une étude du CNRS s'appuyant sur une série de données couvrant la période 1971-2000. En 2020, Météo-France publie une typologie des climats de la France métropolitaine dans laquelle la commune est exposée à un climat océanique et est dans la région climatique Côtes de la Manche orientale, caractérisée par un faible ensoleillement (1 550 h/an) ; forte humidité de l’air (plus de 20 h/jour avec humidité relative > 80 % en hiver), vents forts fréquents. Parallèlement le GIEC normand, un groupe régional d’experts sur le climat, différencie quant à lui, dans une étude de 2020, trois grands types de climats pour la région Normandie, nuancés à une échelle plus fine par les facteurs géographiques locaux. La commune est, selon ce zonage, exposée à un « climat maritime », correspondant au Pays de Caux, frais, humide et pluvieux, légèrement plus frais que dans le Cotentin.
Pour la période 1971-2000, la température annuelle moyenne est de 10,3 °C, avec une amplitude thermique annuelle de 13,7 °C. Le cumul annuel moyen de précipitations est de 884 mm, avec 13,3 jours de précipitations en janvier et 8,5 jours en juillet. Pour la période 1991-2020, la température moyenne annuelle observée sur la station météorologique la plus proche, située sur la commune d'Ectot-lès-Baons à 14 km à vol d'oiseau, est de 10,8 °C et le cumul annuel moyen de précipitations est de 905,5 mm,. Pour l'avenir, les paramètres climatiques de la commune estimés pour 2050 selon différents scénarios d’émission de gaz à effet de serre sont consultables sur un site dédié publié par Météo-France en novembre 2022.

## Urbanisme

### Typologie
Au 1er janvier 2024, Goupillières est catégorisée commune rurale à habitat dispersé, selon la nouvelle grille communale de densité à sept niveaux définie par l'Insee en 2022.
Elle est située hors unité urbaine. Par ailleurs la commune fait partie de l'aire d'attraction de Rouen, dont elle est une commune de la couronne,. Cette aire, qui regroupe 317 communes, est catégorisée dans les aires de 200 000 à moins de 700 000 habitants,.

### Occupation des sols
L'occupation des sols de la commune, telle qu'elle ressort de la base de données européenne d’occupation biophysique des sols Corine Land Cover (CLC), est marquée par l'importance des territoires agricoles (89,8 % en 2018), en diminution par rapport à 1990 (94,5 %). La répartition détaillée en 2018 est la suivante : 
terres arables (63,7 %), prairies (26 %), forêts (5,5 %), zones urbanisées (4,7 %). L'évolution de l’occupation des sols de la commune et de ses infrastructures peut être observée sur les différentes représentations cartographiques du territoire : la carte de Cassini (XVIIIe siècle), la carte d'état-major (1820-1866) et les cartes ou photos aériennes de l'IGN pour la période actuelle (1950 à aujourd'hui).

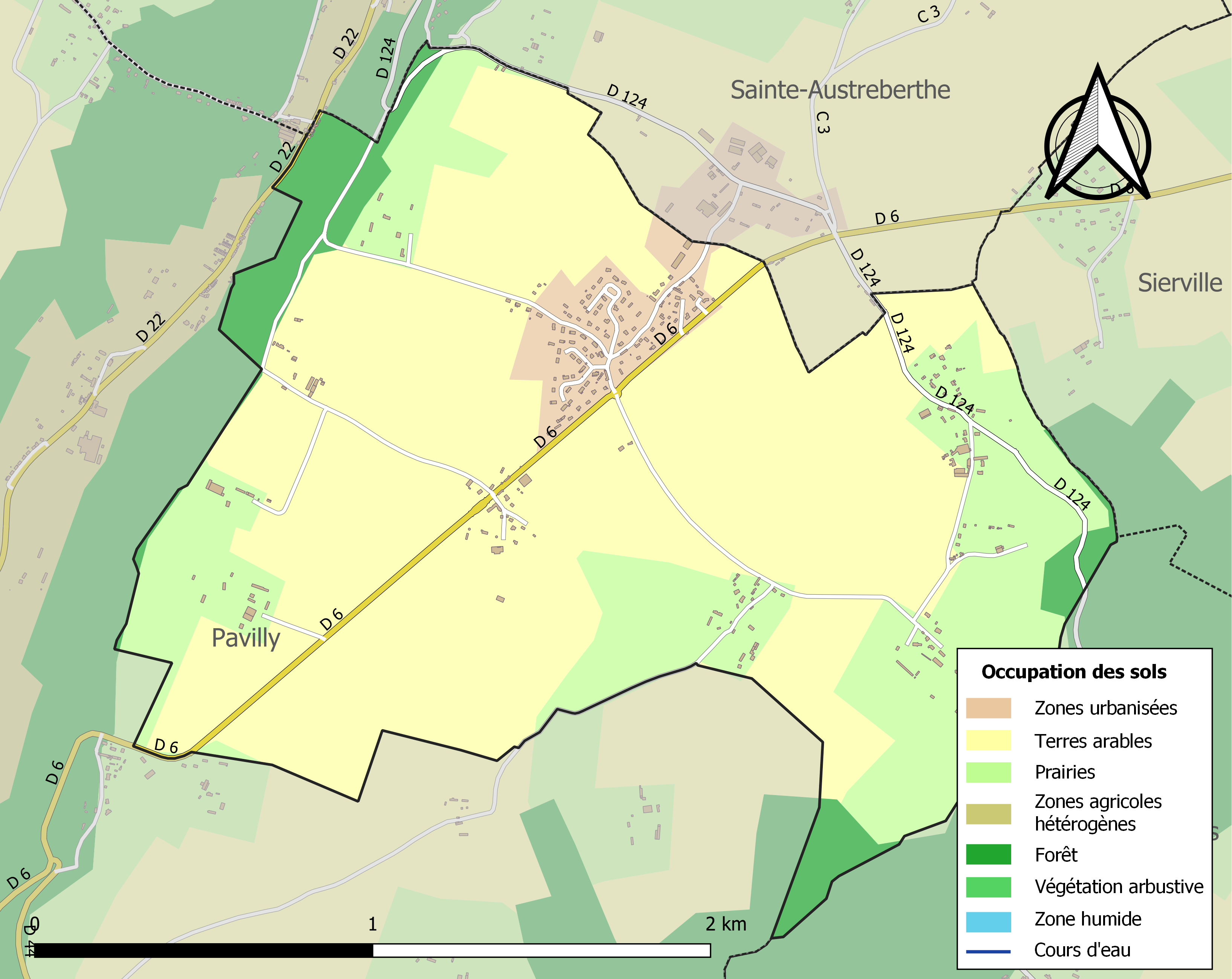
Carte des infrastructures et de l'occupation des sols de la commune en 2018 (CLC).

## Toponymie
Le nom de la localité est attesté sous la forme Goupillères vers 1240.
Étymologie : voir Goupillères (Eure).

## Histoire
En 1823, la commune, instituée par la Révolution française, absorbe celle de Renfeugères par ordonnance royale.
Le château de Renfeugères  est démoli vers 1960. Deux petites tourelles, encore visibles à Renfeugères, sont les seuls vestiges du château avec la chapelle Saint-Jean-Baptiste construite par le châtelain. Cette chapelle sert actuellement d'église paroissiale du village car l'ancienne église a été détruite en 1789.

## Politique et administration
| Période                                  | Période                    | Identité         | Étiquette | Qualité                        |
| ---------------------------------------- | -------------------------- | ---------------- | --------- | ------------------------------ |
| Les données manquantes sont à compléter. |                            |                  |           |                                |
| 1976                                     | 2007                       | Jean Vergne      |           |                                |
| juin 2007                                | En cours (au 10 août 2020) | François Dodelin |           | Réélu pour le mandat 2020-2026 |

## Population et société

### Démographie
L'évolution du nombre d'habitants est connue à travers les recensements de la population effectués dans la commune depuis 1793. Pour les communes de moins de 10 000 habitants, une enquête de recensement portant sur toute la population est réalisée tous les cinq ans, les populations de référence des années intermédiaires étant quant à elles estimées par interpolation ou extrapolation. Pour la commune, le premier recensement exhaustif entrant dans le cadre du nouveau dispositif a été réalisé en 2007.

En 2022, la commune comptait 434 habitants, en évolution de +4,08 % par rapport à 2016 (Seine-Maritime : +0,35 %, France hors Mayotte : +2,11 %).
| 1793 | 1800 | 1806 | 1821 | 1831 | 1836 | 1841 | 1846 | 1851 |
| ---- | ---- | ---- | ---- | ---- | ---- | ---- | ---- | ---- |
| 182  | 158  | 151  | 169  | 529  | 326  | 345  | 336  | 330  |

| 1856 | 1861 | 1866 | 1872 | 1876 | 1881 | 1886 | 1891 | 1896 |
| ---- | ---- | ---- | ---- | ---- | ---- | ---- | ---- | ---- |
| 326  | 341  | 293  | 290  | 278  | 254  | 255  | 266  | 262  |

| 1901 | 1906 | 1911 | 1921 | 1926 | 1931 | 1936 | 1946 | 1954 |
| ---- | ---- | ---- | ---- | ---- | ---- | ---- | ---- | ---- |
| 254  | 288  | 269  | 231  | 260  | 224  | 239  | 189  | 172  |

| 1962 | 1968 | 1975 | 1982 | 1990 | 1999 | 2006 | 2007 | 2012 |
| ---- | ---- | ---- | ---- | ---- | ---- | ---- | ---- | ---- |
| 268  | 276  | 256  | 306  | 366  | 371  | 417  | 423  | 419  |

| 2017 | 2022 | - | - | - | - | - | - | - |
| ---- | ---- | - | - | - | - | - | - | - |
| 417  | 434  | - | - | - | - | - | - | - |

## Culture locale et patrimoine

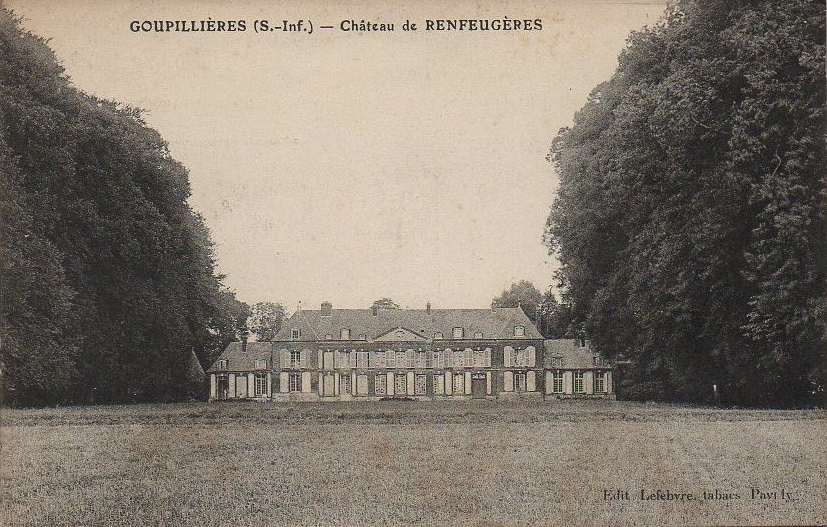
Le château de Renfeugères vers 1910 sur une carte postale.

### Lieux et monuments
- La chapelle Saint-Jean-Baptiste a été restaurée en 1775. Le seigneur des lieux, messire Nicolas NEepveu, a offert le maître autel ainsi que les deux tableaux en médaillons de chaque côté. Les quatre vitraux dans le chœur ont été offerts par madame veuve Bademer, femme de l'ancien maire de Goupillières et occupants le château.
- Le château de Renfeugères, dont l'histoire remonte au XIIIe siècle, a été très remanié et n'est connu que dans sa forme du XVIIIe siècle. Ses fondations étaient du XIVe siècle. Il a accueilli au XXe siècle une colonie de vacances puis a été démoli vers 1960.